# Бата (Экваториальная Гвинея)
Ба́та (исп. Bata) — город в материковой части Экваториальной Гвинеи, морской порт на побережье Атлантического океана, административный центр провинции Литорал.
Город Бата — крупнейший населённый пункт страны. Численность населения — 50 023 (1994), 132 235 человек (2001), 207 765 человек (2008 год), 250 770 человек (2012).
В Бате расположен международный аэропорт с одноимённым названием. Также здесь расположен один из кампусов Национального университета Экваториальной Гвинеи.